# Federico Fornaro
Federico Fornaro (Genova, 9 dicembre 1962) è un politico italiano.

## Biografia
Nato a Genova, ma residente a Castelletto d'Orba (AL), si è laureato in scienze politiche all'Università degli Studi di Torino.

### Carriera politica
Ha militato nel Partito Socialista Democratico Italiano, vicino alle posizioni politiche di Pierluigi Romita. È stato consigliere comunale e, quindi, sindaco di Castelletto d'Orba dal 2004 al 2014. Nel 2014 è nuovamente eletto consigliere comunale nella lista Insieme per Castelletto. Nel 2019 è eletto consigliere comunale a Ovada. Inoltre, è stato consigliere della Provincia di Alessandria dal 2004 al 2014, prima nelle file dei Democratici di Sinistra e poi in quelle del Partito Democratico.
Alle elezioni politiche del 2008 è stato candidato alla Camera dei deputati, tra le liste del PD nella circoscrizione Piemonte 2, ma non venne eletto.

#### Elezione a senatore
Alle elezioni politiche del 2013 viene candidato al Senato della Repubblica, tra le liste del Partito Democratico nella circoscrizione Piemonte in tredicesima posizione, risultando eletto senatore come ultimo degli eletti. Nella XVII legislatura della Repubblica è stato componente delle Commissioni permanenti Finanze e Tesoro (2013-2017) e Difesa (dal 2017). Partecipa, inoltre, come membro alla Commissione parlamentare per l'indirizzo generale e la vigilanza dei servizi radiotelevisivi, alla Commissione di Vigilanza sulla Cassa Depositi e Prestiti e alla Commissione parlamentare per l'attuazione del federalismo fiscale. Dall'8 ottobre 2014 è, inoltre, segretario della Commissione parlamentare d'inchiesta sul rapimento e la morte di Aldo Moro.
il 28 febbraio 2017 abbandona il Partito Democratico ed aderisce ad Articolo 1 - Movimento Democratico e Progressista. Per il nuovo gruppo parlamentare è vicepresidente tesoriere.

#### Elezione a deputato
Alle elezioni politiche del 2018 viene eletto alla Camera dei Deputati nelle liste di Liberi e Uguali nel Collegio plurinominale Piemonte 2 - 01. Era stato candidato anche nel collegio uninominale Piemonte 2 - 05 (Alessandria), ottenendo il 3,97%.
Assieme agli altri deputati di Liberi e Uguali si iscrive inizialmente al gruppo misto, divenendone Presidente il 27 marzo 2018; il 10 aprile successivo, in seguito alla costituzione del gruppo parlamentare di Liberi e Uguali, lascia la presidenza del gruppo misto a Manfred Schullian.
Dal 10 aprile 2018 diviene pertanto capogruppo di Liberi e Uguali alla Camera dei Deputati.
A Montecitorio è membro delle commissioni Agricoltura e Affari Costituzionali, della Giunta per il regolamento e della Commissione parlamentare per l'indirizzo e la vigilanza dei servizi radiotelevisivi.
Alle elezioni politiche anticipate del 2022 si è ricandidato alla Camera, per il Partito Democratico - Italia Democratica e Progressista (lista elettorale del PD a cui aderisce Articolo Uno) come capolista nel collegio plurinominale Piemonte 2 - 01, venendo rieletto deputato. Nella XIX legislatura è presidente della Giunta delle elezioni, membro della Giunta per il Regolamento e segretario-delegato d'aula del gruppo parlamentare PD-IDP a Montecitorio.

## Opere
- Giuseppe Romita. L'autonomia socialista e la battaglia per la Repubblica, Collana Ist. studi storici G. Salvemini, Milano, Franco Angeli, 1996, ISBN 978-88-20-49939-6.
- Giuseppe Saragat, Collana Saggi, Venezia, Marsilio Editori, 2004, ISBN 978-88-31-78366-8.
- L'anomalia riformista. Le occasioni perdute della sinistra italiana, Collana Saggi, Venezia, Marsilio, 2008, ISBN 978-88-31-79467-1.
- Aria di libertà. Storia di un partigiano bambino, Le Mani-Microart'S, 2014, ISBN 978-88-80-12452-8.
- Pierina. La staffetta dei ribelli, Le Mani-Microart'S, 2015, ISBN 978-88-801-2665-2.
- Fuga dalle urne. Astensionismo e partecipazione elettorale in Italia dal 1861 ad oggi, Novi Ligure, Epoké, 2016, ISBN 978-88-996-4708-7.
- Elettori ed eletti. Maggioritario e proporzionale nella storia d'Italia, Novi Ligure, Epoké, 2017, ISBN 978-88-996-4748-3.
- 2 giugno 1946. Storia di un referendum, Collana Temi, Torino, Bollati Boringhieri, 2021, ISBN 978-88-33-93696-3.
- Il collasso di una democrazia. L'ascesa al potere di Mussolini (1919-1922), Collana Temi, Torino, Bollati Boringhieri, 2022, ISBN 978-88-33-94066-3.
- Giacomo Matteotti. L'Italia migliore, Collana Saggi, Torino, Bollati Boringhieri, 2024, ISBN 978-88-339-4260-5.
- Una democrazia senza popolo. Astensionismo e deriva plebiscitaria nell'Italia contemporanea, Collana Saggi, Torino, Bollati Boringhieri, 2025, ISBN 978-88-33-94431-9.